# Контрол на въздушното движение
Контрол на въздушното движение е услуга, предоставяна от наземни контрольори, които следят за спазването на въздушните коридори и направляват излитащите и кацащите самолети; разполагат с техническо оборудване като например радари и др.
Главната цел на такъв център е да избягва и предотвратява произшествия, да организира равнището на въздушното движение, както и да осигурява необходимата на пилотите информация. В някои страни центровете за контрол на движението могат да имат охранителни функции или да бъдат изцяло използвани от въоръжените сили.
Предотвратяването на авиационни произшествия включва сепарацията, използвана за предпазване на въздухоплавателните средства от взаимно доближаване. Днес самолетите имат вградени системи за предотвратяване на сблъсъци, които са инсталирани, за да действат като резервен източник на информацията, вече предоставена от контролния център. Освен гореизброените функции всеки център предлага:
- информация за времето;
- навигационна информация.